# 李旻
李 旻（り びん、? - 190年）は、中国後漢末期の官吏。

## 略歴
潁川太守であった。董卓打倒の挙兵に参加した。梁の戦いで董卓配下の徐栄が孫堅を打ち破った際に捕虜となった。『太平御覧』巻645に引く『英雄記』によれば、洛陽の董卓軍駐屯地である畢圭苑に張安なる人物とともに連行され、煮殺された。鼎に入るに臨んで、張安と「生まれた日は違えども、同じ日に煮られるのだ」と言い合ったという。